# Hôn nhân cùng giới ở Montana
Tiểu bang Montana của Hoa Kỳ đã công nhận hôn nhân cùng giới kể từ khi tòa án liên bang phán quyết lệnh cấm của nhà nước đối với hôn nhân cùng giới vào ngày 19 tháng 11 năm 2014. Trước đó, họ đã từ chối quyền kết hôn với các cặp cùng giới từ năm 1997 và tại Bang Hiến pháp kể từ năm 2004. Nhà nước đã kháng cáo phán quyết của Tòa phúc thẩm Ninth Circuit, nhưng trước khi tòa án đó có thể xét xử vụ án, Tòa án Tối cao Hoa Kỳ đã bãi bỏ tất cả các lệnh cấm kết hôn cùng giới ở nước này, loại bỏ mọi kháng cáo còn lại.

## Hôn nhân

### Thời hiệu
Năm 1997, Cơ quan lập pháp Montana đã thông qua lệnh cấm kết hôn cùng giới và bất kỳ "mối quan hệ hợp đồng nào được ký kết với mục đích đạt được mối quan hệ dân sự".